# این‌سوی بهشت
این‌سوی بهشت (به انگلیسی: This Side of Paradise) اولین رمان اف. اسکات فیتزجرالد نویسندهٔ آمریکایی است که برای اولین بار در سال ۱۹۲۰ توسط مؤسسه انتشاراتی اسکریبنر به چاپ رسید. عنوان این کتاب بخشی از شعری است که پیش از انتشار این رمان، از سوی شاعری به نام تیاره تاهیتی منتشر شده بود و مضمون کلی آن حول محور زندگی افراد و اخلاق‌مداری در جوان‌ها بعد از جنگ جهانی اول می‌چرخید.
شخصیت اول این داستان، یکی از دانشجویان دانشگاه پرینستون، در روابط اجتماعی و عاشقانه خود آن‌قدر خودخواه و مغرور است که همیشه به مشکل برمی‌خورد. به عبارتی این رمان به بررسی برخی از اصول اخلاقی جوانان در دوران بعد از جنگ جهانی اول می‌پردازد.
مضمون رمان این سوی بهشت همانند رمان مشهور فیتزجرالدگتسبی بزرگ تقابل احساسات رمانتیک و واقعیت توهم‌زا است و داستان جوان عاشق‌پیشه‌ای است که در تقابل با واقعیت‌های جاافتاده دچار درهم‌ریختگی و به همان اندازه سرخوردگی می‌شود.

## ترجمه‌ها در ایران
این رمان توسط سهیل سمی به فارسی ترجمه شده و انتشارات ققنوس آن را چاپ کرده است.